# Djebel Aruda
Djebel Aruda est un site archéologique de Syrie. Sa brève période d'occupation remonte à la période d'Uruk récente, durant les derniers siècles du IVe millénaire av. J.-C..

## Localisation
Fouillé à la fin des années 1980 dans le cadre de fouilles de sauvetage liées à la construction du barrage de Tabqa sur l'Euphrate, dirigées par le Néerlandais Govert van Driel. Il est de nos jours situé sur un replat en bordure du lac el-Assad, apparu à la suite de cette construction. Les fouilles du site ont dégagé un espace d'environ 0,6 hectare.

## Les temples
Les deux monuments principaux dégagés sur le site sont deux édifices de plan tripartite qui ont été identifiés comme des temples (le « Temple Gris » et le « Temple Rouge »), bâtis sur une terrasse surplombant la vallée de l'Euphrate (d'environ 60 mètres avant la construction du barrage). 
Autour ont été exhumés d'autres bâtiments de taille plus réduite, sans doute des résidences. Ce site a été fondé ex nihilo, et son aménagement semble avoir été pensé suivant un plan régulier.
Djebel Aruda est, tout comme le site voisin plus vaste de Habuba Kabira, caractérisé par une culture matérielle typique de la Basse Mésopotamie de sa période de construction, ce que reflètent notamment l'architecture et la céramique (en particulier les écuelles à bords biseautés). Depuis leur mise au jour, ces sites sont vus comme représentatifs d'un phénomène de colonisation venue du sud mésopotamien (région d'Uruk) en direction du Moyen-Euphrate, phénomène dont les causes et les modalités sont encore mal comprises. Avec le retrait de l'influence mésopotamienne en Syrie, ces sites sont abandonnés.